# Unfinished Business (Nathan Sykes)
Unfinished Business è il primo album in studio da solista del cantante britannico Nathan Sykes, già membro del gruppo The Wanted, pubblicato nel novembre 2016.

## Tracce
- Edizione standard

1. Good Things Come to Those Who Wait – 3:38
2. Kiss Me Quick – 3:07
3. Money – 3:18
4. Freedom – 2:51
5. Twist – 4:01
6. I Can't Be Mad – 4:07
7. There's Only One of You – 3:54
8. Famous – 4:10
9. Give It Up (featuring G-Eazy) – 3:27
10. More Than You'll Ever Know – 3:25
11. Over and Over Again – 4:07
12. I'll Remember You – 4:06

- Edizione deluxe - Tracce bonus

1. Tears in the Rain – 4:23
2. Over and Over Again (remix) (featuring Ariana Grande) – 4:06
3. Taken – 2:48
4. Burn Me Down – 3:59